# Messerschmitt Me.210
Мессершмитт Me. 210 (нем. Messerschmitt Me. 210) — немецкий тяжёлый истребитель, разработанный для замены Bf. 110. Свой первый полёт совершил в сентябре 1939 года. Однако, самолёт обладал рядом конструктивных дефектов, которые сильно ограничивали боевую ценность.
В Германии было построено 90 серийных самолётов, ещё 320 недостроенных экземпляров были переданы на хранение. В Венгрии было собрано 267 штук.

## Боевое применение
Они действовали, в основном, на Средиземноморском ТВД: в Тунисе и на Сардинии. Me. 210 также использовались в разведывательных целях и привлекались для налётов на объекты на территории Великобритании. В Венгрии Me. 210 эксплуатировались до марта 1945 года. Один экземпляр Me. 210 на борту подводной лодки был доставлен в Японию, где использовался для испытаний.

## Модификации
- Ме. 210А-0 — имел двигатели DB 601F (1350 л. с). Вооружение составляло две 20-мм пушки MG. 151 (боекомплект 350 патронов на ствол) и два 7,92-мм пулемёта MG. 17 (по 1000 патронов на ствол) под кабиной, а также два 13,2-мм пулемёта MG. 131 (по 450 патронов на ствол). Был изготовлен заводами «Мессершмитт» в Аугсбурге и Регенсбурге, а также фирмой МИАГ.
- Ме. 210А-1
- Ме. 210С-1 — вариант, строившийся в Венгрии на Дунайском авиазаводе под Будапештом. Самолёт имел двигатели DB 605В (1475 л. с). Самолёт поставлялся в ВВС Венгрии и для люфтваффе. Выпуск начался в декабре 1942 г. и продолжался до начала апреля 1944 г.[3]

## Тактико-технические характеристики
Приведённые ниже характеристики соответствуют модификации Me. 210:

### Технические характеристики
- Экипаж: 2 человека
- Длина: 12,15 м
- Размах крыла: 16,40 м
- Высота: 4,30 м
- Площадь крыла: 36,2 м²
- Масса пустого: 7080 кг
- Максимальная взлётная масса: 9715 кг
- Двигатели: 2× Daimler-Benz DB 601F жидкостного охлаждения V12 (варианты Me. 210 С-1, С-2, С-3 и D-1 оснащались двигателями DB605B с устройством MW 50)
- Мощность: 2× 1332 л. с. (993 кВт)

### Лётные характеристики
- Максимальная скорость: у земли: 460 км/ч, на высоте: 560 км/ч
- Практическая дальность: 1800 км
- Практический потолок: 8900 м

### Вооружение
- Пулемётно-пушечное:
  - 2 × 20-мм авиапушки MG. 151/20
  - 2 × 7,92-мм пулемёта MG. 17
  - 2 × 13-мм пулемёта MG. 131 для стрельбы в задней полусфере
- Бомбовая нагрузка: 1 000 кг